# Refilwe Tholakele
Refilwe Tebogo Tholakele, née le 26 janvier 1996, est une footballeuse internationale botswanaise. Elle évolue au poste d'attaquante.

## Carrière

### Carrière en club
Refilwe Tholakele a joué dans le club botswanais des Township Rollers. Elle est recrutée par le Malabo Kings en 2022 mais elle coupe court à son aventure équatoguinéenne en retournant au Botswana, évoquant un manque dans les obligations contractuelles de la part du club.
Elle rejoint en mai 2023 le club sud-africain des Mamelodi Sundowns. Elle remporte la Ligue des champions féminine de la CAF 2023, inscrivant un doublé en finale contre le Sporting Club Casablanca.

### Carrière en sélection
Avec l'équipe du Botswana, elle joue le Championnat féminin du COSAFA 2017 (en), marquant un but en phase de groupes contre l'Afrique du Sud.
Elle dispute le tournoi pré-olympique féminin de la CAF 2020. Buteuse lors du premier tour aller contre la Namibie, elle est l'une des tireuses lors de la séance de tirs au but au deuxième tour retour contre l'Afrique du Sud. Malgré un tir raté, les Botswanaises éliminent l'Afrique du Sud et se qualifient pour le troisième tour où elles sont éliminées par la Zambie.
Elle est finaliste du Championnat féminin du COSAFA 2020, marquant un but sur penalty en phase de poules contre le Zimbabwe et un but sur penalty en demi-finale contre la Zambie.
Elle inscrit trois buts au Championnat féminin du COSAFA 2021 se déroulant en Afrique du Sud, les Botswanaises s'arrêtant à la phase de groupes.
Elle dispute la Coupe d'Afrique des nations 2022 au Maroc, où elle est notamment autrice d'un doublé en phase de groupes contre le Burundi,. Les Botswanaises terminent quart-de-finalistes, éliminées par le Maroc.